# Trung Quốc bản thổ

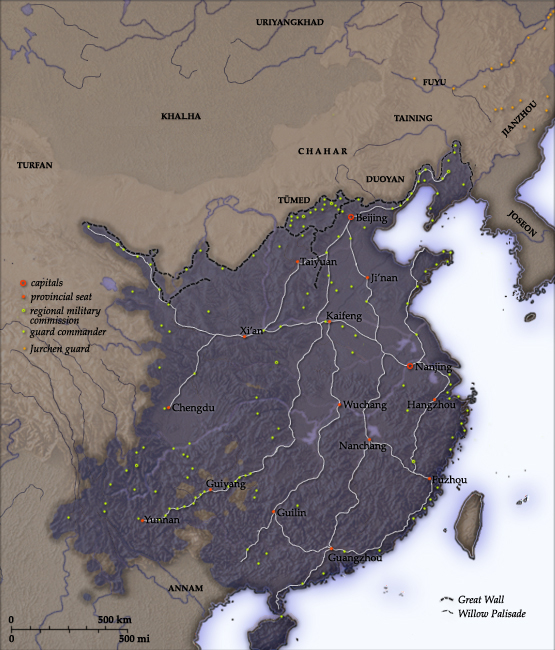
Quan điểm 1: Phạm vi tương đối của Trung Quốc bản thổ vào cuối thời nhà Minh, triều đại cuối cùng của người Hán. Theo quan điểm hiện nay; đây là lãnh thổ Trung Quốc bản thổ rộng nhất, ổn định nhất và phổ biến nhất.

Quan điểm 2: Lãnh thổ Trung Quốc bản thổ hẹp nhất, tức là vùng Trung Nguyên (Màu hồng, ở tại tâm giữa).

Trung Quốc bản thổ (tiếng Anh: China proper) hay Mười tám tỉnh (tiếng Anh: Eighteen Provinces) từng là một thuật ngữ được các tác giả phương Tây sử dụng thời nhà Thanh để thể hiện một sự phân biệt giữa phần lõi và các vùng biên thùy Trung Quốc ổn định từ thời nhà Tần đến nhà Minh. Trung Quốc bản thổ không có phạm vi cố định do có nhiều thay đổi hành chính, văn hóa và ngôn ngữ trong lịch sử Trung Quốc. Có định nghĩa coi Trung Quốc bản thổ là khu vực ban đầu của nền văn minh Trung Hoa ngày nay, tức Trung Nguyên; trong khi lại có định nghĩa là gồm phạm vi "Mười tám tỉnh" (lãnh thổ nhà Minh ổn định, trước 1644) nhà Thanh. Dù Trung Nguyên hay Minh thì cũng chưa gồm Tây Tạng, Tân Cương, Nội Mông, Mãn Châu, Thanh Hải, đảo Đài Loan.

### Quan điểm lịch sử

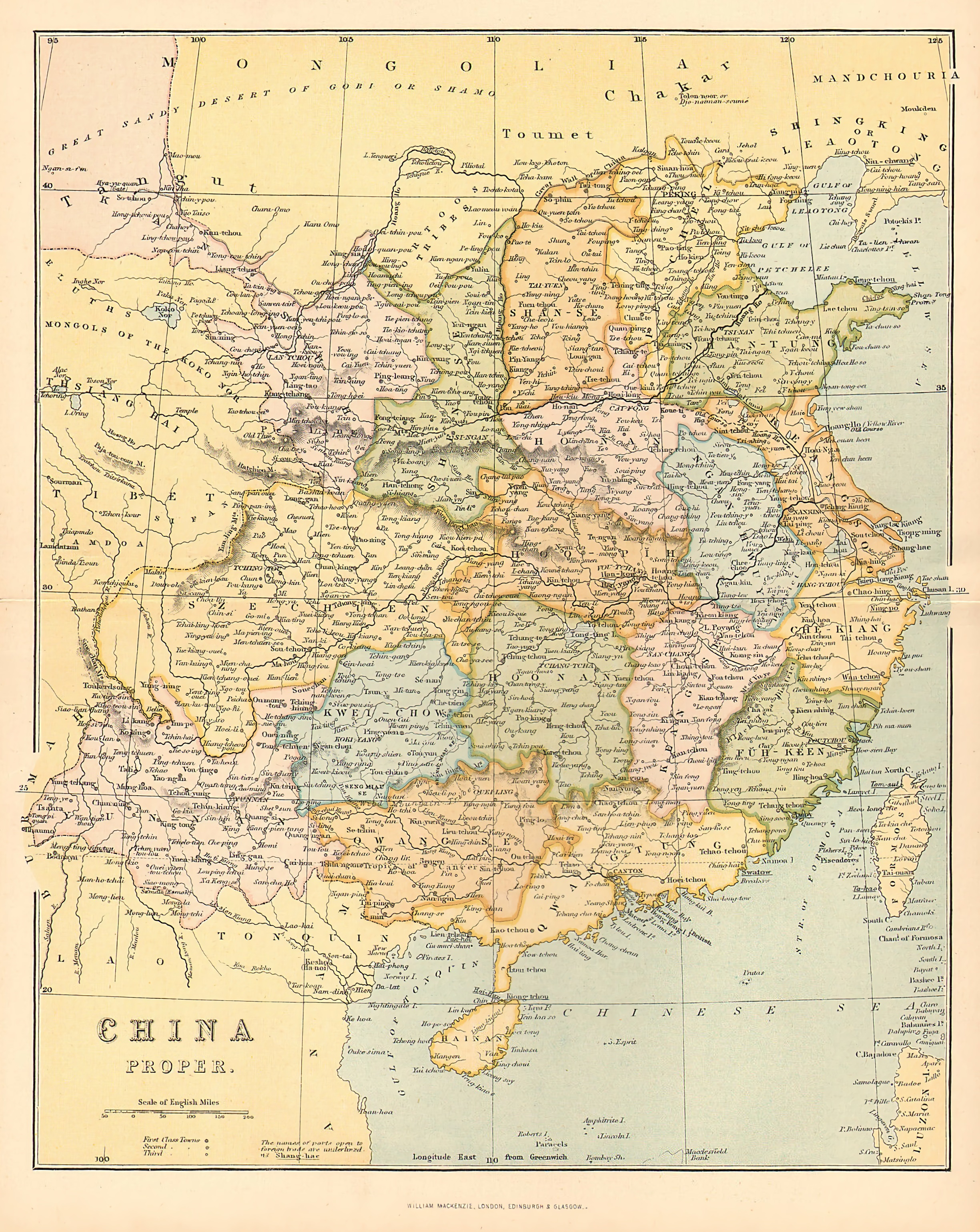
Mười tám tỉnh của Trung Quốc bản thổ(Tương đương với lãnh thổ cuối thời Minh) vào năm 1866, trước khi Đài Loan tách khỏi Phúc Kiến vào năm 1885 và bị sáp nhập vào Nhật Bản năm 1895.

### Quan điểm dân tộc

Khu vực người Hán (màu nâu) chiếm đa số năm 1983